# 버이너이 고르돈

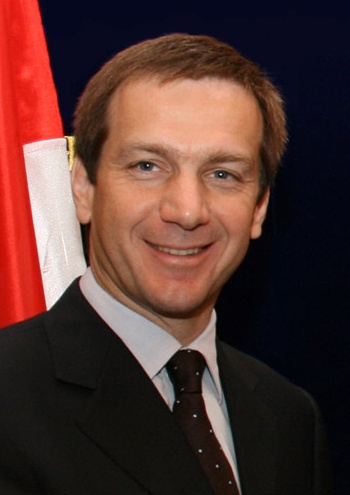
버이너이 고르돈

버이너이 죄르지 고르돈(헝가리어: Bajnai György Gordon, 1968년 3월 5일 ~ )은 헝가리의 정치인이다. 2009년 4월 ~ 2010년 5월 총리로 재직하였다.
세게드에서 태어났다. 증권사 등에서 근무했으며, 촉망받는 젊은 전문경영인이었으며, 젊은 시절부터 인연을 맺었던 주르차니 페렌츠가 총리가 된 후 그의 행정부에 경제 전문가로 참여했다. 그러나 주르차니 페렌츠의 사회당에는 참여하지 않았다. 2006년 지역개발청장, 2008년 경제부 장관에 임명되었다. 2009년 주르차니 총리가 사임한 후 경제장관인 그는 의회에서 무소속이지만 사회당의 지지로 새 총리로 선출되었다. 그는 무소속으로 경제 위기 해결에 주력할 것이며 정치적 야망이 없어 2010년 4월 총선 때까지 과도기 내각을 이끌고 물러나겠다고 공언하였고, 총선에서 승리한 피데스당의 오르반 빅토르가 새 내각을 구성하여 5월 29일 오르반에게 총리직을 인계하고 물러났다.
| 전임 주르차니 페렌츠 | 헝가리의 총리 2009년 ~ 2010년 | 후임 오르반 빅토르 |